# Вила Ертл
Вила Ертл се налази у Оџацима, градском насељу и центру истоимене општине у Западнобачком округу. Саграђена је почетком 20. века у стилу сецесије као породична вила Јохана Ертла, власника Фабрика канапа и ужарије. Зграда је реновирана и данас припада Техничкој школи.

## Локација
Вила Ертл се налази у центру Оџака, у улици Школска на броју 20.

## Историјат
Вилу је изградио Јохан Ертл као породичну кућу за становање почетком 20. века.
У прошлости је део зграде виле Ертл био трајно намењен за становање сиромашних.

### Породица Ертл
Јохан Ертл спада међу најзначајније личности који су живели у Оџацима. Локални становници назвали су га "Великим сином Оџака" због свега што је урадио за то војвођанско место. Породица Ертл су такозване подунавске швабе. Доселили су се у Оџаке још у време немачке колонизације 1755. године. Јохан Ертл је рођен у Оџацима 1882. године. Његов отац Франц бавио се производњом кудеље и са Питером Ориолтом покушао да отвори фабрику кудеље, али тек уз савете сина Јохана Ертла 1907. године успева у својој намери да у Оџацима направи погон за производњу кудеље од конопље. Први званични назив је "Honi fonó és kötélverőgyár" (Фабрика кудељног влакна и канапа).
Јоџан Ертл постао је први председник одбора, а касније и власник 90% свих акција фабрике.
Златно доба фабрике Јохана Ертла настало је 1929. године. Производња се ширила и после 1930. године. У фабрици су почели да се праве и јутани теписи и свилена тканина. Фабрика Јохана Ертла постала је највећа у Европи за производњу кудеље.
Јохан Ертл је био и посланик у парламенту Краљевине Југославије после Првог светског рата. Умро је 1922. године, а његов потомак Франц Ертл наставио је да успешно води посао. Фабрика је радила све до Другог светског рата, а онда су је отели немачки окупатори. Франц Ертл није отворено подржавао нацисте, али су га ипак мучки убили партизани 1944. године.

## Вила данас
Данас се у згради налази Техничка школа. Породична кућа коју је саградио Јохан Ертл у Оџацима данас је под заштитом државе. Зграда је обновљена 2004. године, а обнову је финансирало Покрајинско извршно веће Војводине.

## Галерија
- Вила Ертл, Оџаци
- Вила Ертл, Оџаци
- Вила Ертл, Оџаци
- Вила Ертл, Оџаци
- Вила Ертл, Оџаци